# Frank Nelson Doubleday

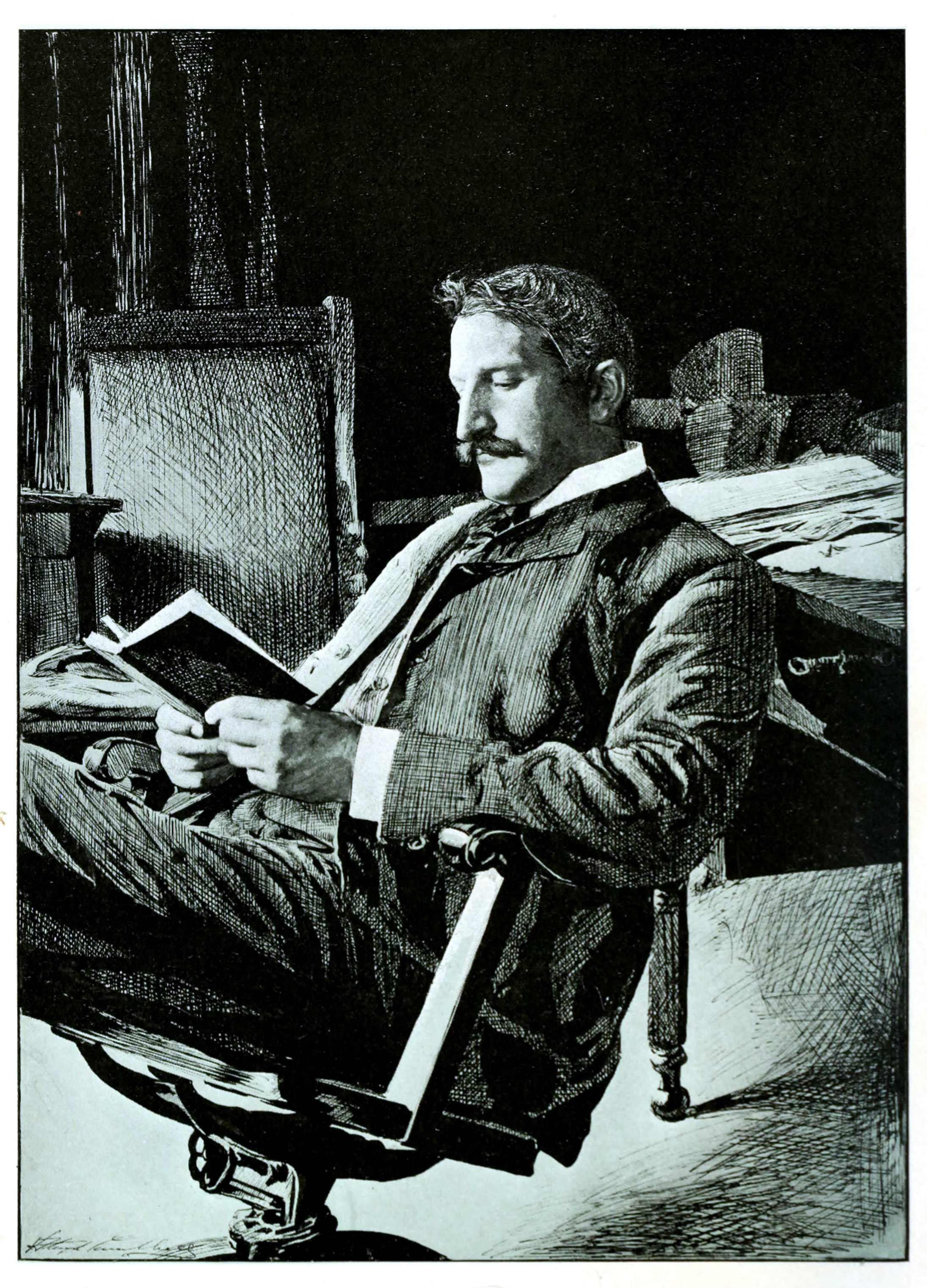
Frank Nelson Doubleday

Frank Nelson Doubleday (* 8. Januar 1862 in Brooklyn, New York; † 30. Januar 1934) war ein US-amerikanischer Verleger.

## Leben
Doubleday war der Sohn des Hutmachers William Edwards Doubleday und der Ellen M. Dickinson. Er besuchte zunächst eine öffentliche Grundschule in Brooklyn, danach für zwei oder drei Jahre das Brooklyn Polytechnic Institute. Nach dem geschäftlichen Scheitern des Vaters begann er 1877 im Verlagshaus Charles Scribner’s Sons in New York und arbeitete sich dort zum Verantwortlichen für „Scribner’s Magazine“, später zum Verantwortlichen für die Abonnements des Verlags hoch. In dieser Funktion begann er, Kunden für den Abschluss eines Jahresabonnements des Magazins mit Büchern zu belohnen, ursprünglich mit einer Reihe von Romanen Rudyard Kiplings. Am 30. November 1895 besuchte Doubleday Kipling zum ersten Mal in Vermont.
1897 verließ er Scribner’s und gründete zunächst mit Samuel McClure als Partner die Doubleday & McClure Company. McClure war der Herausgeber von McClure’s Magazine, einer monatlich erscheinenden Zeitschrift mit politischen und literarischen Inhalten. So erschienen darin – wie gleichzeitig in anderen Zeitungen auch syndiziert – von Rudyard Kipling, Robert Louis Stevenson, Jack London, Herminie Templeton Kavanagh, Willa Cather, Arthur Conan Doyle, Antony Hope und Mark Twain Texte, v. a. aber auch Romane in Fortsetzungen.
Während in der Zusammenarbeit mit McClure Spannungen auftraten und zunahmen und die geschäftliche Beziehung zum 31. Dezember 1899 wieder gelöst wurde, blieben sich Doubleday und Rudyard Kipling zeitlebens verbunden und wurde Doubleday von Kipling – auf die Initialen F. N. D. Bezug nehmend – „Effendi“ genannt.
Der 1. Januar 1900 markiert den Beginn der Zusammenarbeit von Doubleday und Walter Hines Page, einem Sozialreformer und dem Herausgeber von „The Atlantic Monthly“ und damit ihres gemeinsamen, neuen Verlags „Doubleday, Page and Company“. Ihre Zusammenarbeit sollte bis 1913 anhalten; Page war während des Ersten Weltkrieges schließlich US-Botschafter in London.
1921 erwarb Doubleday die Kontrolle am britischen Verlag William Heinemann, 1927 die George H. Doran Company; das damit entstandene Verlagshaus wurde in „Doubleday, Doran and Company“ umbenannt – und war zu diesem Zeitpunkt das größte Verlagshaus der englischsprachigen Welt. 
1886 heiratete Doubleday Neltje DeGraff. Aus dieser Ehe stammte der Sohn Nelson und eine Tochter. Außerdem adoptierte das Paar einen Neffen Doubledays namens Felix.